# 76-мм артиллерийская установка 34-К
76-мм артиллерийская установка 34-К — советская корабельная одноорудийная палубно-щитовая зенитная артиллерийская установка калибра 76 мм. В качестве зенитной артиллерии дальнего боя устанавливалась на линейных кораблях типа «Севастополь», лидерах эскадренных миноносцев проекта 1, эсминцах проекта 7 и 7-У. Развитием артиллерийской установки 34-К были спаренные артиллерийские установки 39-К и 81-К .

## Проектирование и испытания
В 1930 году в СССР были получены опытные образцы и документация на изготовление 76,2-мм полуавтоматического зенитной пушки на колёсном лафете фирмы Rheinmetall. Эту пушка под заводским индексом 3-К запустили в валовое производство для Красной Армии.
В сентябре 1932 года, Техническое управление ВМС выдало задание на проектирование 76-мм зенитной корабельной установки на базе пушки 3-К. Завод «Большевик» спроектировал и изготовил тумбу, на которую была наложена вращающаяся часть 3-К. Эту установку испытали на НИАП, а затем в марте 1934 года на эсминце «Незаможник». Корабельные испытания прошли неудачно, так как вертикальное наведение в условиях качки оказалось невозможным. В 1934 году к проектированию 76-мм корабельной установки на основе 3-К, получившей индекс 34-К приступил Завод № 8 имени М. И. Калинина. Работали над двумя вариантами пушки, которые различались конструкцией и внутренним устройством ствола. Ствол варианта № 1 состоял из свободной трубы, кожуха и казённика, а ствол варианта № 2 — из лейнера, кожуха и казённика. На вооружение был принят второй вариант под названием «76,2-мм корабельная артсистема обр. 1935 г.».
С начала 1936 года завод им. Калинина изготовил опытный образец установки 34-К, который 5-25 марта 1936 г. прошёл полигонные испытания. С 28 мая по 29 июня 1936 года были проведены корабельные испытания установки 34-К на эскадренном миноносце «Шаумян» и на канонерской лодке «Красная Абхазия» .

## Производство
Массовое производство АУ 34-к велось на заводе № 8 с 1936 по 1941 годы включительно. На 1 января 1941 года в ВМФ имелось 222 установки 34-К. В 1-м полугодии 1941 года было изготовлено 62 установки, вот втором полугодии — одна. В 1942 году вместо 34-К в производство пошла 85-мм артиллерийская установка 90-К .

## Конструкция установки
Ствол артиллерийской установки 34-К состоял из трубы моноблока, лейнера и навинтного казённика. Затвор вертикальный клиновой с полуавтоматикой инерционного типа. Тормоз отката гидравлический, накатник — гидропневматический. Подача боеприпасов и досылка — ручные. Электродвигателей в установке и автоматического установщика трубок (АУТ) не было . Боекомплект включал в себя дистанционные гранаты, зенитные гранаты и осколочно-фугасные боеприпасы . 76-мм установки 34-К и 85-мм 90-К, созданные наложением 85-мм ствола зенитного орудия 52-К на 34-К, имели 2 прицела МО.
На абсолютном большинстве кораблей, где устанавливалась эта установка, она применялась на самоуправлении — то есть с наведением по собственным прицелам. Исключение — линейный корабль «Парижская коммуна», отчасти лидеры эсминцев проекта 1 и 4 эсминца проекта 7-У, имевшие системы управления артиллерийским зенитным огнём (СУАЗО). Установка с двумя прицелами МО для двух наводчиков — по горизонтали и по вертикали. Эти прицелы имели переменное увеличение от 3,66 до 11 раз и могли использоваться и для определения типа и даже модели цели для определения поправок на скорость цели по известной у цели при стрельбе без СУАЗО.
| Характеристики 76,2/55 унитарных выстрелов | Характеристики 76,2/55 унитарных выстрелов | Характеристики 76,2/55 унитарных выстрелов | Характеристики 76,2/55 унитарных выстрелов |
| Наименование снаряда                       | Дистанционная граната                      | Зенитная граната                           | Осколочно-фугасный                         |
| ------------------------------------------ | ------------------------------------------ | ------------------------------------------ | ------------------------------------------ |
| Фугасность, кг/%                           | 0,182/2,76                                 | 0,458/6,9                                  | 0,483/6,95                                 |
| Вес гранаты, кг                            | 6,61                                       | 6,61                                       | 6,95                                       |
| Вес патрона, кг                            | 11,5                                       | 11,5                                       | 11,84                                      |
| Наименование заряда                        | Боевой                                     | Боевой                                     | Боевой                                     |
| вес заряда, кг                             | 1,82                                       | 1,82                                       | 1,82                                       |
| Начальная скорость снаряда, м/с            | 813                                        | 813                                        | 801                                        |
| Наибольшая досягаемость снаряда, м/кб      | 8500/46,5                                  | 8500/46,5                                  | 14 632/80                                  |

## Варианты
Ещё в ходе испытаний 34-К в 1936 году была начата проработка двухорудийной башни на её основе. Установка имела расширенную люльку для двух стволов. Ствол орудия лейнированный. Затвор полуавтоматический инерционный клиновый вертикальный. Подача снарядов и досылатель ручные. Приводы наведения электрические и ручные. Тормоза отката гидравлические. Продувание ствола в установках отсутствовало. Башня штыревого типа, закрепленная на барабане. Опытный образец такой башни был построен и приступил к испытаниям в 1938 году, но в их ходе было выявлено значительное количество существенных недоработок, и образец был направлен на доработку. Недостатки были вскоре устранены, и новая двухорудийная артустановка пошла в серию под наименованием «39-К».

## Применение
Хотя формально универсальных орудий на вооружении советского военно-морского флота (ВМФ СССР) и не было, но в качестве универсальных использовались формально зенитные установки — 76-мм 34-К, которые устанавливались и как установки главного калибра для стрельбы и по надводным и береговым целям на многочисленных сторожевых кораблях (СКР), тральщиках (ТЩ), канонерских лодках (КЛ), 20 больших охотниках типа «Артиллерист» (проекта 122), вступивших в строй до конца войны, и других, в основном на мобилизованных судах, которых было гораздо больше (только около 30 СКР и 16 ТЩ типа РТ Северного флота и других), чем линкоров, крейсеров, эсминцев и даже тральщиков и сторожевых кораблей специальной постройки, и которые в основном несли тяжесть войны на морях, реках и озёрах. Например в Ладожской флотилии, выполнявшей важнейшую задачу обеспечения снабжения осаждённого Ленинграда, из крупных кораблей к осени 1941 года было 3 переоборудованных КЛ из шести с 34-К и три с Б-34 главного калибра и 2 СКР спецпостройки.
Недаром в некоторых источниках эти установки именуют только универсальными
Из боевых кораблей основных классов спец. постройки этими универсальными установками вооружены только примерно 45: 3 линкора 76-миллиметровыми 34-К и их развитием 39-К и 81-К в качестве зенитных орудий; 1 крейсер на Черноморском флоте, 7 лидеров; 34 эсминца. Боевые корабли спец. постройки применяли 76-мм орудия в основном как зенитные.

В общем из выпущенных до и в годы Второй мировой войны около 306 76-мм установок (76-мм 34-К и их вариантов 39-К и 81-К), только около 102 (82 76-мм 34-К на эсминцах и лидерах, 20 34-К и их модификаций 81-К на линкорах и крейсерах, — 33 %, было установлено на кораблях основных классов, остальные 204 — 66 %, установлены на небольших кораблях, в основном мобилизованных, как орудия главного калибра.
Автоматизированные СУАЗО для этих установок имели только немногие из кораблей основных классов (1 линкор, несколько лидеров проекта 1, 4 эсминца 7У и 2 монитора типа Хасан, вступившие в строй до конца войны), остальные имели ручную СУАЗО типа Гейслера, где поправки вычислялись по таблицам и данные на орудия передавались по телефонным проводам, как и на дооборудованных гражданских судах. 76-мм 34-К и 85-мм 90-К имели 2 прицела МО, которые эффективны и при стрельбе по воздушным, и по надводным, и по береговым целям.